# 邹容纪念馆

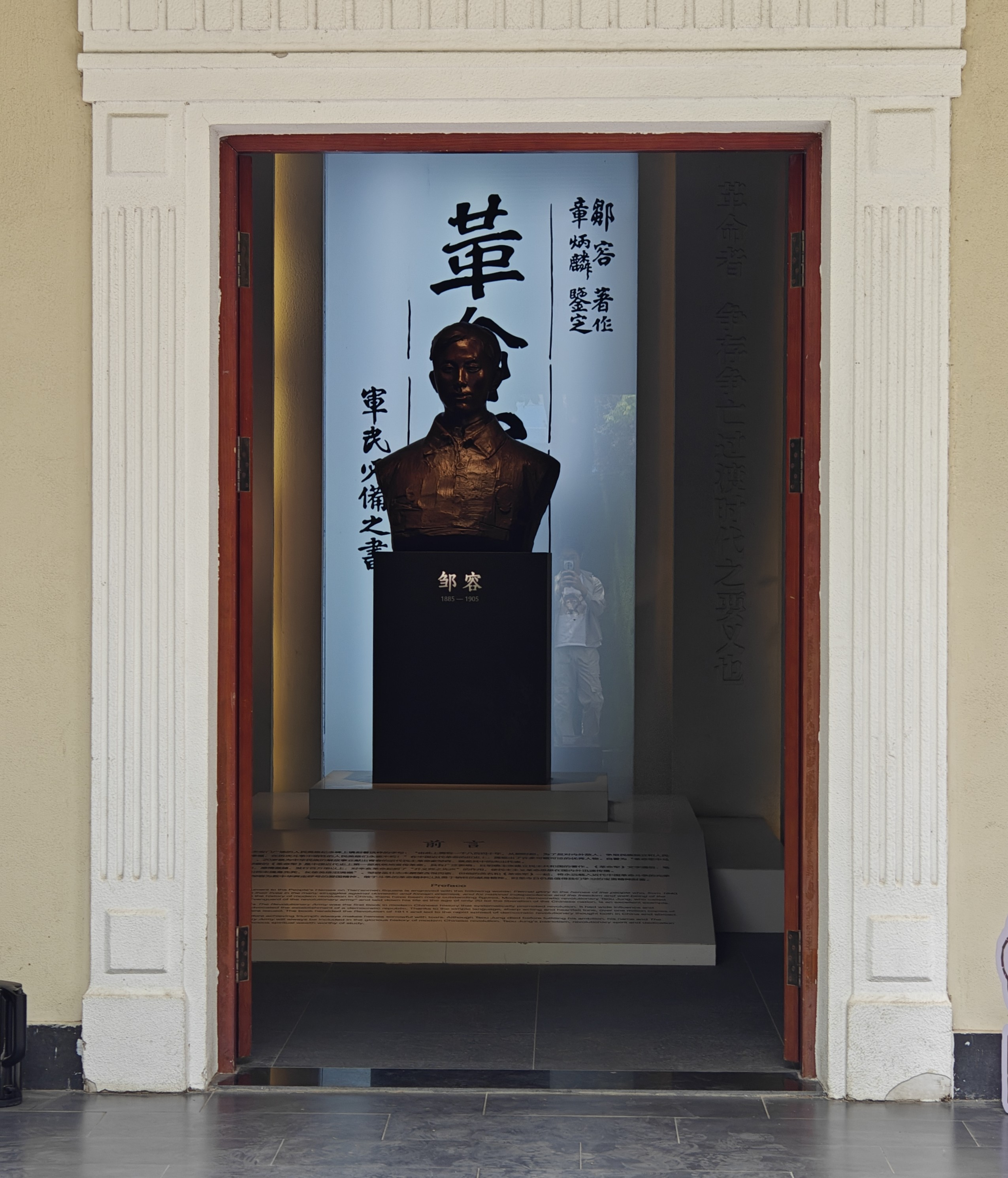
邹容纪念馆

0邹容纪念馆（英語：Tsou Jung Memorial Hall）是一座位于上海的纪念馆。

## 历史
2007年建成开馆，位于上海徐汇区华泾路868号，毗邻宁国禅寺。原为刘三（本名刘季平）故居“黄叶楼”，邹容在狱中去世后1906年由刘三葬于其故居旁，1922年迁葬至邹容墓。此故居2004年搬迁至华泾公园内保护，2007年改建为邹容纪念馆。展览由四大主题组成：求索之路、革命号角、苏报风云和奕世流芳。

## 营业时间
- 周二至周日：上午九点至下午四点半
- 周一闭馆

## 交通
- 上海轨道交通15号线朱梅路站